# 拜原靖之
拜原 靖之（はいばら やすゆき、1982年8月3日 -）は、地方競馬の川崎競馬場の調教師補佐、元騎手である。地方競馬教養センター騎手課程第74期生。

## 来歴
2001年9月29日付けで地方競馬騎手免許を取得。同年10月22日第9回川崎競馬第1日目第7競走C2三組選抜戦をトウカイオードーで優勝し、初騎乗初勝利（13頭立て1番人気）。
2014年7月22日付けで八木仁厩舎から神奈川県騎手会に所属変更となった。
2022年3月18日、新規調教師・騎手免許試験のうち、調教師補佐に合格したことが発表された。同月31日付けで騎手を引退。引退後は、山崎尋美厩舎で調教師補佐となる。
地方通算成績は2408戦98勝だった。